# Mark Vicente
Mark Vicente (* 22. Juni 1965 in Johannesburg, Südafrika) ist ein südafrikanischer  Kameramann. Er lebte in Portugal, Brasilien, Kanada und den USA. 
Er studierte Kinematografie, Bühnenbild, Theaterlicht, Radio- und Fernsehproduktionen und Musik. Nachdem er als Nachrichten-Kameramann gearbeitet hatte, nahm er Musikvideos und Werbespots auf. Seinen Durchbruch hatte er als Kameramann im Musical Sarafina! mit Whoopi Goldberg. 1992 bekam er die Gelegenheit nach Hollywood zu gehen und drehte dort einen Film für Disney, Der Kidnapper, mit Partick Swayze. 
Er blieb in den USA und drehte 14 weitere Spielfilme, darunter Slow Burn. Im Jahr 2000 führte er Regie bei Werbespots und Dokumentarfilmen. 
2005 war er Regisseur und Kameramann bei What The Bleep Do We Know!?.